# Dumgoyne
Dumgoyne è una collina prominente ai margini di Campsie Fells ed è un noto punto di riferimento visibile da Glasgow. È una spina vulcanica ed è alta 427 m (1.401 piedi). La spina è facilmente raggiungibile da un sentiero accanto alla distilleria Glengoyne o dai villaggi contigui di Strathblane e Blanefield 3 miglia (5 chilometri) a est o Killearn a ovest.
Vicino a Dumgoyne c'è Dumfoyn (547825; 421 m (1.381 piedi)) una collina simile ma meno notevole e molto meno scalata. Da queste colline si può vedere il Dumgoyach, molto più piccolo ma molto boscoso (531810; 108 m (354 piedi)). Dumgoyach grazie alla sua associazione con gli Edmonston of Duntreath fornisce un legame storico con Alice Keppel e la duchessa di Rothesay Camilla, duchessa di Cornovaglia.

## Villaggio
Dumgoyne è anche il nome di un villaggio vicino, una tappa popolare per le persone che camminano lungo la West Highland Way.